# TeamViewer
TeamViewer ([tiːm'vjuːə] — тимвьюер) — программное обеспечение для удаленного доступа, удаленного управления и удаленного обслуживания компьютеров и других конечных устройств, выпущенное в 2005 году. Его функциональные возможности постепенно расширялись, в последнее время за счет интеграции TeamViewer Meeting. TeamViewer не требует регистрации и предоставляется бесплатно для некоммерческого использования, что обеспечило ему крайне высокую популярность. TeamViewer — основной продукт одноимённой немецкой компании из Гёппингена.
5 мая 2022 года TeamViewer прекратил работу в России и Белоруссии в связи c вторжением России на Украину. Действующие лицензии выполняются, но не продлеваются по истечении срока действия. Свободные соединения блокируются. Подключение возможно при наличии на обоих компьютерах средств изменения IP адреса, например VPN.

## Разработка
Компания Rossmanith опубликовала первую версию программного обеспечения TeamViewer в 2005 г., тогда ещё на основе системы VNC. Поставщик ИТ-услуг хотел избежать ненужных поездок к клиентам и выполнять такие задачи, как установка программного обеспечения, удаленно. Разработка была настолько успешной, что на её основе возникла компания, которая теперь работает под названием TeamViewer Germany и принадлежит к группе TeamViewer.

## Операционные системы
TeamViewer поддерживается всеми персональными компьютерами с популярными операционными системами. К ним относятся Microsoft Windows, Windows Server и macOS компании Apple. Также существуют пакеты для нескольких дистрибутивов и деривативов Linux, таких как Debian, Ubuntu, Red Hat и Fedora. Кроме того, существует версия для Raspberry Pi OS, варианта Debian для Raspberry Pi.
TeamViewer также доступен для смартфонов и планшетов с операционной системой Android или iOS/iPadOS от Apple. Программа не поддерживается Windows Phone и Windows Mobile, с тех пор как Microsoft прекратил поддержку этих двух операционных систем.

## Функциональные возможности
Функциональные возможности TeamViewer зависят от используемого устройства и варианта или версии программного обеспечения. Основной функцией TeamViewer является удаленный доступ к компьютерам и другим конечным устройствам, а также управление ими и их обслуживание. После подключения удаленный экран будет отображаться для пользователя в другой конечной точке. Обе конечные точки могут отправлять и получать файлы, а также иметь доступ к общему буферу обмена. Кроме того, существуют функции, облегчающие командную работу, такие как передача аудио и видео по IP-телефонии.
В последние годы функции этого программного обеспечения были оптимизированы специально для использования в крупных компаниях. Для этой цели был разработан корпоративный вариант программы TeamViewer Tensor. Кроме того, компания TeamViewer разработала TeamViewer Pilot — программное обеспечение удаленной поддержки с элементами дополненной реальности. TeamViewer предоставляет интерфейсы для других приложений и служб, таких как Microsoft Teams, Salesforce и ServiceNow.

## Безопасность
Входящие и исходящие соединения могут устанавливаться как через Интернет, так и через локальные сети. При желании TeamViewer может работать как системная служба Windows, обеспечивая не предполагающий специального разрешения доступ через TeamViewer. Существует также портативная версия программы, которая запускается, например, через USB-устройство и не требует установки.
Подключение устанавливается с использованием автоматически созданных уникальных идентификаторов и паролей. Перед каждым подключением сетевые серверы TeamViewer проверяют действительность идентификаторов двух конечных точек. Безопасность повышается при сканировании отпечатка пальца, что позволяет пользователям предоставить дополнительные доказательства для идентификации удаленного устройства. Пароли защищены от атак методом подбора, в частности, благодаря экспоненциальному увеличению времени ожидания между попытками соединения. TeamViewer предоставляет дополнительные функции безопасности, такие как двухфакторная аутентификация и списки доступа (список разрешения и список блокировки).
Перед подключением TeamViewer сначала проверяет конфигурацию конечного устройства и сети, выявляя ограничения, вызванные брандмауэрами и другими системами безопасности. Как правило, существует возможность установки прямого TCP/UDP-соединения, что устраняет необходимость открывать дополнительные порты. В противном случае TeamViewer использует другие методы, такие как HTTP-туннелирование.
Независимо от выбранного типа соединения передача данных осуществляется исключительно по защищенным каналам. TeamViewer использует сквозное шифрование на основе RSA (4096 бит) и AES (256 бит). По словам разработчика, атаки типа «человек посередине» в принципе невозможны. Это обеспечивается криптографическим алгоритмом с использованием двух пар ключей.

## В мошенничестве
TeamViewer и подобные программы могут использоваться для мошенничества с технической поддержкой. При этом злоумышленники выдают себя за сотрудников известных компаний, чтобы получить контроль над компьютерами своих жертв и впоследствии вымогать у них деньги. По этой причине британский интернет-провайдер TalkTalk навсегда заблокировал трафик данных программы. TeamViewer осуждает все формы злоупотребления программой, даёт советы по безопасному использованию и предоставляет способы расследования соответствующих инцидентов.
В июне 2016 года сотни пользователей программы сообщили о том, что их компьютеры получили несанкционированный доступ по китайскому адресу, а банковские счета были незаконно присвоены. Компания TeamViewer объяснила это «небрежным использованием пароля» и отрицала всю ответственность, заявив: «TeamViewer не был взломан и в нём нет дыр в системе безопасности, TeamViewer безопасен в использовании и имеет надлежащие меры безопасности. Наши доказательства указывают на небрежное использование пароля как причину возникшей проблемы. Несколько дополнительных шагов помогут предотвратить возможные злоупотребления».